# Prima battaglia di Independence
La prima battaglia di Independence è stato un episodio della guerra di secessione americana durante il quale i confederati sconfissero i nordisti consolidando il proprio controllo sulla contea di Jackson (Missouri)

## Contesto
Durante l'estate del 1862 molti ufficiali confederati ed esponenti della Guardia dello stato del Missouri vennero inviati dall'Arkansas in Missouri per reclutare nuovi soldati e rinforzare le truppe sudiste dispiegate nel teatro Trans-Mississippi.
Alle operazioni di reclutamento parteciparono anche guerriglieri e bushwhackers, in particolare gli uomini di William Clarke Quantrill, tra cui il brutale George M. Todd..
Durante quest'attività le forze confederate di John T. Hughes, tra le quali c'erano elementi della milizia irregolare di Quantrill, si scontrarono con le forze nordiste dispiegate a Independence sotto il comando del tenente colonnello James T. Buel

## La battaglia
L'attacco sudista contro Independence cominciò poco prima dell'alba.
In un primo momento Buel, asserragliato nel suo quartier generale presso la banca della città, cercò di resistere ma, quando i confederati iniziarono a dare alle fiamme gli edifici adiacenti, si arrese.
I confederati attaccarono poi il carcere della città e liberarono i detenuti.